# Montcalm, West Virginia
Montcalm är en ort i Mercer County i delstaten West Virginia, USA.